# Еквіфокальна гіперповерхня
Еквіфокальна гіперповерхня (або гіперповерхня Дюпена) — гіперповерхня в просторовій формі, у якій значення головних кривин і їх кратності однакові у всіх точках.

## Приклади
- Сфери є еквіфокальнимі.
- Межа {\displaystyle r}-околу геодезичного підпростору.